# Rochford (dystrykt)
Rochford – dystrykt w hrabstwie Essex w Anglii.
W 2011 roku dystrykt liczył 83 287 mieszkańców.

## Podział administracyjny
Civil parishes:
- Ashingdon
- Barling Magna
- Canewdon
- Foulness
- Great Wakering
- Hawkwell
- Hockley
- Hullbridge
- Paglesham
- Rawreth
- Rayleigh
- Rochford
- Stambridge
- Sutton

- Great Stambridge
- Little Stambridge
- Little Wakering
- Shopland
- Stonebridge